# Colin Nutley
Colin Nutley est un réalisateur britannique né le 28 février 1944. Il tourne beaucoup en Suède.

## Filmographie
- 1987 : Nionde kompaniet
- 1990 : BlackJack
- 1992 : Bel été pour Fanny
- 1993 : Sista dansen
- 1994 : Änglagård - andra sommaren
- 1996 : Sånt är livet
- 1998 : Under solen
- 2000 : Gossip
- 2001 : Sprängaren
- 2003 : Paradiset
- 2004 : The Queen of Sheba's Pearls
- 2006 : Heartbreak Hotel
- 2008 : Angel
- 2014 : Medicinen (Effets désirables)
- 2017 : Missing (Saknad)
- 2019 : Bröllop, begravning och dop) (Une si belle famille)